# Ján Prháček

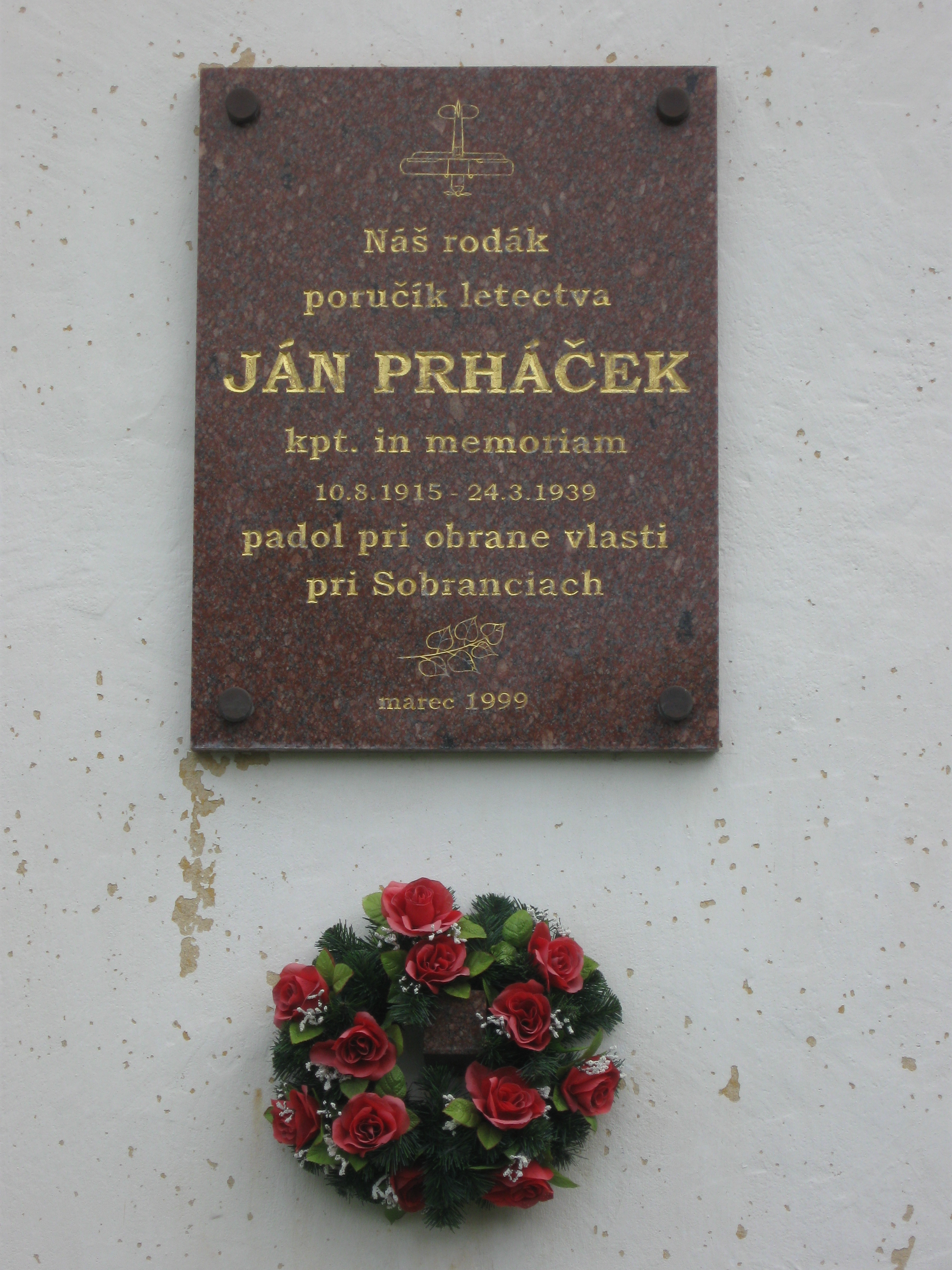
Pamětní deska ve Zlatovcích

Ján Prháček (10. srpna 1915 Zlatovce (dnes část Trenčína), Slovensko – 24. března 1939 západně od Sobranec, Slovensko) byl slovenský bojový pilot.
Ján Prháček nastoupil v červenci 1934 vojenskou službu u leteckého pluku. Od roku 1938 studoval na Vojenské akademii v Hranicích, kterou 1. srpna ukončil s hodností poručík. Poté byl zařazen ke 49. stíhací letce ve Spišské Nové Vsi, které velel český kapitán Václav Kanta. 14. března 1939, po vzniku Slovenského státu, musel Václav Kanta odejít a Ján Prháček se stal velitelem letky.
24. března 1939 ráno se dostala jeho letka (tvořena jím, desátníkem Cyrilem Martišem a svobodníkem Michalem Karasem na letadlech Avia B-534) do souboje s hlídkujícími maďarskými stíhačkami Fiat CR.32 a Ján Prháček byl zasažen. Těžce raněný se ještě pokusil nouzově přistát v dolině potoka Lukavce, západně od Sobranec, ale podvěšené bomby jeho Avie B-534 explodovaly a pilot zahynul. Jeho sestřelení si připsal velitel maďarských stíhaček, poručík Aladár Negró.
Ján Prháček byl in memoriam povýšen do hodnosti kapitána.
Dnes je na Kulturním domě v jeho rodných Zlatovcích umístěna pamětní deska.